# Strada Statale 51 di Alemagna
De SS51, Strada Statale 51 of  Strada Statale di Alemagna is een 134,4 kilometer lange weg, en is een belangrijke verbinding tussen Venetië en Zuid-Tirol.
De weg vormt een alternatieve route om vanaf Oostenrijk naar Venetië te rijden. Men hoeft dan niet over de A22 en de A4 om te rijden, maar kan men rechtstreeks via de SS51 en de A27 rijden. Daarnaast is de weg 's Winters van groot belang voor wintersporters die in de Dolomieten gaan skiën.

## Verloop
De SS51 begint bij Conegliano en loopt dan via Vittorio Veneto, Nove en Ponte nelle Alpi naar het einde van de A27. Vandaaruit dient de weg als directe verlenging van de A27, en loopt via Longarone en Ospitale di Cadore naar Tai di Cadore, waar de SS51 een afbuiging maakt naar het westen. Vanhier uit gaat de SS51 langs verschillende dorpjes naar Cortina d'Ampezzo. In deze plaats worden de rijrichtingen van de SS51 gesplitst. In deze plaats geldt eenrichtingsverkeer. Na Cortina loopt de weg omhoog naar Passo Cimabanche, dat op 1530 meter boven zeeniveau ligt. Hierna loopt de weg door naar het Pustertal waar de weg bij Toblach / Dobiacco uitkomt op de SS49.
Het stuk vanaf de aansluiting met de A27 bij Ponte nelle Alpi tot en met Tai di Cadore zal worden uitgebreid naar een autoweg. Alle kruisingen zullen ongelijkvloers worden gemaakt. En er worden verschillende tunnels geboord. Verschillende tunnels zijn al in gebruik.